# Network Notepad
Network Notepad – darmowy program do tworzenia interaktywnych diagramów sieci LAN, WAN.
Domyślnie zawiera symbole/ikony routerów, przełączników, koncentratorów, komputerów. Ponadto ze strony projektu można pobrać dodatkowo ponad 100 różnych obiektów sieci.

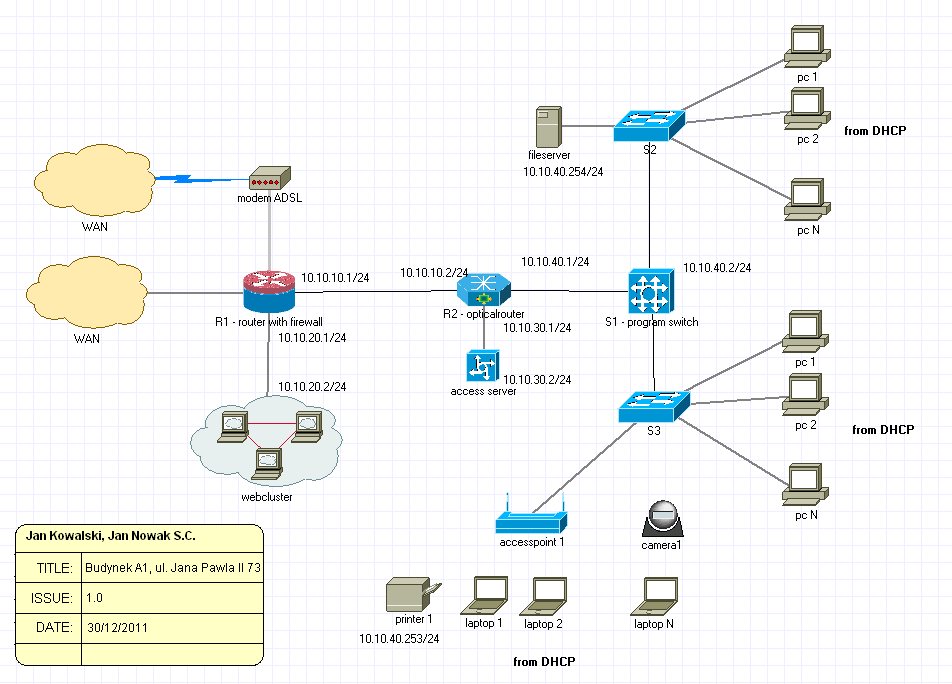
Schemat sieci LAN wykonany w programie Network Notepad